# Rino Mordacci
Rino Mordacci (La Spezia, 6 novembre 1912 – La Spezia, 18 febbraio 2007) è stato uno scultore e pittore italiano.

## Biografia
Nato alla Spezia nel 1912, è stato scultore con fusioni in bronzo e con lavori in terracotta e in legno. 
Allievo di Enrico Carmassi dal 1933 al 1936, nel 1935 inizia a collaborare con la Ceramica Vaccari di Ponzano Magra ed esegue la sua prima opera in terracotta, una Pietà; l'anno successivo realizza la sua prima Via Crucis in bronzo.
Prosegue con un'intensa attività sia in ambito locale che nazionale ricevendo numerosi premi.
Dopo la guerra è invitato alla VII Quadriennale di Roma (1955 -1956), tappa fondamentale della sua carriera artistica.
Nel 1958 e nel 1960 espone al Premio Suzzara, e alla Biennale d'Arte Sacra di Bologna.
Nel 1959 costituisce, insieme a Carlo Calogero Datola, Carlo Giovannoni e Angelo Prini, il sodalizio artistico Gruppo La Spezia. Espone alla Galleria Giardino a Lugano e, nel 1967, all'International Festival of Arts a Palm Springs in California. 
Realizza le porte bronzee dell'Ammiragliato alla Spezia (1988) e della chiesa di Bolano (1989).
La sua arte è fortemente legata al mondo contadino, al tema della famiglia e della maternità, al sacro che celebra dalle prime composizioni fino agli ultimi disegni a carboncino.

## Le opere
Centinaia di sue opere sono collocate in numerosi edifici sacri e civili, soprattutto alla Spezia: il Sacro Cuore, a Pegazzano (1955); la statua lignea della Madonna di Lourdes, nella parrocchiale di N.S.della Salute di Piazza Brin (1957); il Crocifisso a Migliarina (1960); la statua di Sant'Antonio, a Cadimare (1963); la Resurrezione, nella chiesa di Anzola-Panna (1963), la statua di S. Paolo nella parrocchiale della Pianta (1964), il Trittico e l'Ambone nella chiesa di S. Giovanni Battista di Migliarina (entrambi del 1965), la statua di S. Margherita nella pieve dei Santi Stefano e Margherita di Baccano ad Arcola (1989), della Madonna in Bottagna (1994), di S. Giuseppe a Gaggiola (1994), il Radiologo dell'Istituto radiologico di Milano (1963), il bassorilievo di Cristoforo Colombo nel circolo Ufficiali di Marina della Spezia, il bronzo Cristo morto nel cimitero di Agnino-Massa (1984), il monumento a Padre Pio (1997)  a Brugnato.

Una particolarità dell'artista è la realizzazione di tre Via Crucis bronzee eseguite a distanza di ben 30 anni l'una dall'altra: a Migliarina (anni '30), alla Pianta (anni '60) e al Felettino (anni '90).
Per quanto riguarda le sue tante opere in pittura, sono da segnalare: Le mura di Lucca, Madre, Luisa, Crocifissione, Vietnam, Uscita da scuola, Un figlio.